# Spiramater libera
Spiramater libera är en fjärilsart som beskrevs av Walker 1856. Spiramater libera ingår i släktet Spiramater och familjen nattflyn. Inga underarter finns listade i Catalogue of Life.